# Літвінов Олександр Миколайович
Олександр Миколайович Літвінов (нар. 21 січня 1972, м. Балаклія, Харківська область)— український політик, ексрегіонал. Народний депутат України 9-го скликання від ПП "Слуга Народу".
Член Комітету Верховної Ради з питань організації державної влади, місцевого самоврядування, регіонального розвитку та містобудування, голова підкомітету з питань житлової політики та житлового господарства.

## Життєпис
У 1993 році закінчив Харківський інженерно-педагогічний інститут (спеціальність «Технологія та обладнання зварювального виробництва», інженер-педагог). У 2009 році закінчив Харківський регіональний інститут державного управління Національної академії державного управління при Президентові України (спеціальність «Державне управління», магістр державного управління).
Працював на керівних посадах у підприємствах комунального господарства.
1993 рік— електрозварювальник ремонтно-прокатного цеху бази виробничого обслуговування Державного геологічного підприємства «Полтаванафтогазгеологія». З 1993 по 1998 рік працював майстром служби підземних газових мереж та ГРП, майстром ремонтно-монтажної дільниці, начальником виробничо-технічного відділу Балаклійського управління по експлуатації газового господарства. З 1998 по 2004 рік— начальник виробничо-технічного відділу, майстер зміни служби з аварійно-відбудовних робіт Балаклійської філії ВАТ «Харківгаз». З 2004 по 2006 рік— начальник ДП «Водопостач» КП «Балаклійський водоканал». З 2006 по 2007 рік— начальник КП Балаклійської районної ради «Балаклійські теплові мережі».
З березня по квітень 2007 року був радником голови Балаклійської райради з економічних та фінансових питань. З 2007 по 2010 рік обіймав посаду першого заступника голови Балаклійської райдержадміністрації.
Як повідомляє видання Чесно з посиланням на журналістів «Харківського антикорупційного центру», Літвінов, перебуваючи на посаді міського голови Балаклійської міської ради нарахував премії собі, своєму заступнику та секретарю міської ради Олені Коноваловій. Це відбулося всупереч вже діючому тоді Закону України «Про засади запобігання і протидії корупції» на останній сесії міської ради минулого скликання, 28 жовтня 2015 року.
Був обраний депутатом Балаклійської міської ради 5-го скликання, Балаклійським міським головою (від Партії регіонів).
Літвінов є координатором Благодійного фонду соціального розвитку Харківської області в Балаклійському районі.
Кандидат у народні депутати від партії «Слуга народу» на парламентських виборах у 2019 році (виборчий округ №178, Первомайський, Балаклійський, Барвінківський, Близнюківський, Первомайський райони).Олександр Литвинов, якого складно назвати "новим обличчям", отримав найгірший результат серед 12 переможців в округах Харківської області від партії «Слуга народу». Олександр Литвинов обійшов кандидата-самовисуванця Анатолія Русецького (29,58%).Переміг на виборах завдяки підтримці AgroGeneration та протекції члена Ради директорів AgroGeneration Валерія Деми, віце-президента інвестфонду SigmaBleyzer з кадрів якого і було складено передвиборчий штаб Літвинова.
За 2019 рік задекларував «подарунок у грошовій формі» від партії «Слуга народу» на 48 тис. грн.
Під час карантину у 2020 році за даними ЗМІ займався «гречкосійством», коли передавав засоби індивідуального захисту до медзакладів свого округу.
За даними офіційного сайту Верховної Ради України, протягом своєї каденції депутат виступив з трибуни лише 3 рази. Згідно з аналізом голосувань, повністю підтримує позицію партії. Отримує компенсацію за аренду житла від держави при річному доході родини близько 5 мілійонів гривень.
Одружений, має доньку та сина.

## Скандали
22 липня 2025 року проголосував за проєкт закону 12414, що обмежує Національне антикорупційне бюро України та Спеціалізовану антикорупційну прокуратуру. Закон викликав хвилю антикорупційних протестів.